# جان هارتمان
جان هارتمان (بالبولندية: Jan Hartman)‏ هو فيلسوف بولندي، ولد في 18 مارس 1967 في فروتسواف في بولندا.